# Alopecosa azsheganovae
Alopecosa azsheganovae là một loài nhện trong họ Lycosidae.
Loài này thuộc chi Alopecosa. Alopecosa azsheganovae được Esyunin miêu tả năm 1996.